# Cantó de Sent Gironç
El cantó de Sent Gironç és un cantó del departament francès de l'Arieja, a la regió d'Occitània. Està inclòs al districte de Sent Gironç i té 14 municipis. El cap cantonal és Sent Gironç.

## Municipis
- Alòs
- Castèthnau de Durban
- Clarmont
- Encortièth
- Èrp
- Esplàs de Seron
- Eishèlh
- La Cort
- Era Escura
- Montagut de Coserans
- Molins
- Rimont
- Ribèra Nert
- Sent Gironç